# Silvin (mineral)
Silvin je naravna mineralna oblika kalijevega klorida (KCl).  Kristalizira v kubičnem kristalnem sistemu in je zelo podoben kameni soli – halitu (NaCl) (oba minerala sta pravzaprav izomorfa). Silvin je brezbarven do bel z rumenimi in rdečimi odtenki, odvisno od vsebnosti nečistoč. Njegova trdota po Mohsovi lestvici je 2,5, gostota pa 1,99 g/cm3. Lomni količnik je enak 1,490 . Silvin je slanega okusa z izrazitim grenkim priokusom.
Silvin je eden zadnjih evaporitnih mineralov, ki so izkristalizirali iz raztopine, zato se nahaja samo v zelo suhih slanih področjih. Uporablja se kot kalijevo gnojilo.

## Nastanek imena
Mineral so odkrili na Vezuvu in prvič opisali leta 1832. Njegovo ime je nastalo iz latinskega sal digestibus Sylvii – Sylvijeva sol. François Sylvius de le Boe (1614-1672) je bil nizozemski zdravnik in kemik iz Leydena. 

## Nahajališča
Nahajališča silvina so evaporitni sedimentni skladi. Veliki skladi so v New Mexicu, severnem Teksasu in Utahu (ZDA), največja nahajališče pa so v Saskatchewanu (Kanada), ki so nastala z izparevanjem devonskega morja. 

## Galerija
- Brezbarvni silvin iz skladov kalijevih soli v Staßfurtu, Saška - Anhalt, Nemčija; velikost:  2,9 x 2,2 x 0,8 cm
- Silvin iz Sondershausena